# Les Valseuses
Les Valseuses is een Franse filmkomedie uit 1974 onder regie van Bertrand Blier. De film werd destijds  in Nederland uitgebracht onder de titel De linkmichels. Na Emmanuelle was Les Valseuses de succesrijkste Franse film van 1974 in Frankrijk. 

## Verhaal
Twee werkloze jongeren vallen de burgerij lastig om hun verveling te verdrijven. De kapster Marie-Ange besluit zich bij hen aan te sluiten. Zij wordt hun minnares en hun kokkin.

## Rolverdeling
| Acteur            | Personage                     |
| ----------------- | ----------------------------- |
| Gérard Depardieu  | Jean-Claude                   |
| Patrick Dewaere   | Pierrot                       |
| Miou-Miou         | Marie-Ange                    |
| Jeanne Moreau     | Jeanne Pirolle                |
| Brigitte Fossey   | de jonge moeder in de trein   |
| Christian Alers   | de vader van Jacqueline       |
| Michel Peyrelon   | Chirurg                       |
| Gérard Boucaron   | Carnot                        |
| Jacques Chailleux | Jacques Pirolle               |
| Eva Damien        | de vrouw van de chirurg       |
| Dominique Davray  | Ursula                        |
| Isabelle Huppert  | Jacqueline                    |
| Marco Perrin      | de warenhuisinspecteur        |
| Jacques Rispal    | de gevangenisbewaarder        |
| Gérard Jugnot     | de vakantieganger met de boot |
| Thierry Lhermitte | de piccolo                    |